# Григорово (Краснопламенское сельское поселение)
Григорово — деревня в Александровском районе Владимирской области России, входит в состав Краснопламенского сельского поселения.

## География
Деревня расположена в 17 км на северо-запад от центра поселения посёлка Красное Пламя и в 43 км на северо-запад от города Александрова.

## История
В конце XIX — начале XX века деревня входила в состав Вишняковской волости Переславского уезда, с 1926 года в составе Тирибровской волости Александровского уезда. В 1859 году в деревне числилось 3 дворов, в 1905 году — 16 дворов, в 1926 году — 27 дворов.
С 1929 года деревня входила в состав Антоновского сельсовета Александровского района, с 1941 года — в составе Струнинского района, с 1965 года — в составе Александровского района, с 1984 года — в составе Обашевского сельсовета, с 2005 года — в составе Краснопламенского сельского поселения. 

## Население
| 1859 | 1905 | 1926 | 2002 | 2010 | 2021 |
| ---- | ---- | ---- | ---- | ---- | ---- |
| 106  | ↘98  | ↗123 | ↘6   | ↘1   | ↗7   |